# Найвидатніший чех

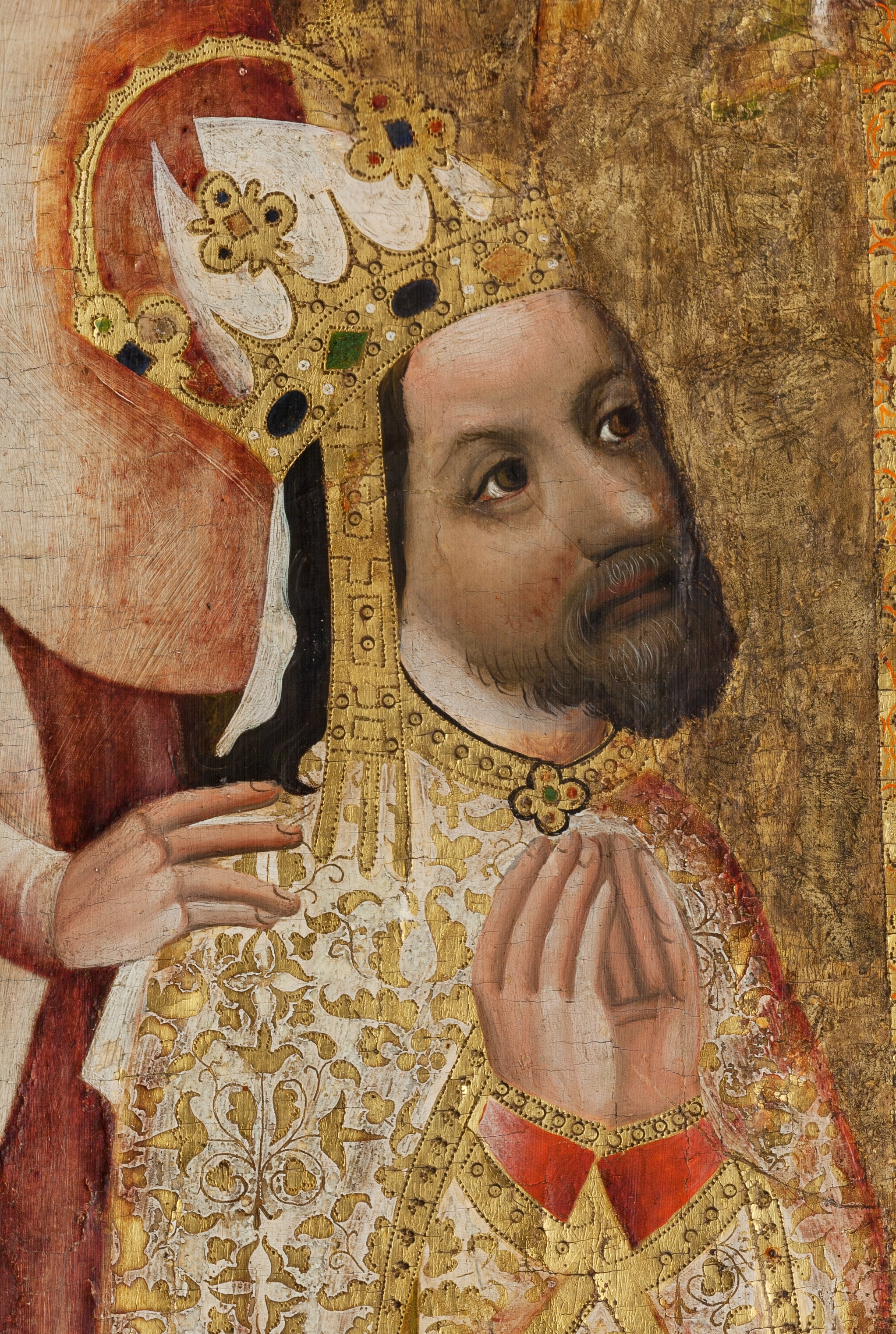
Імператор Карл IV — переможець голосування.

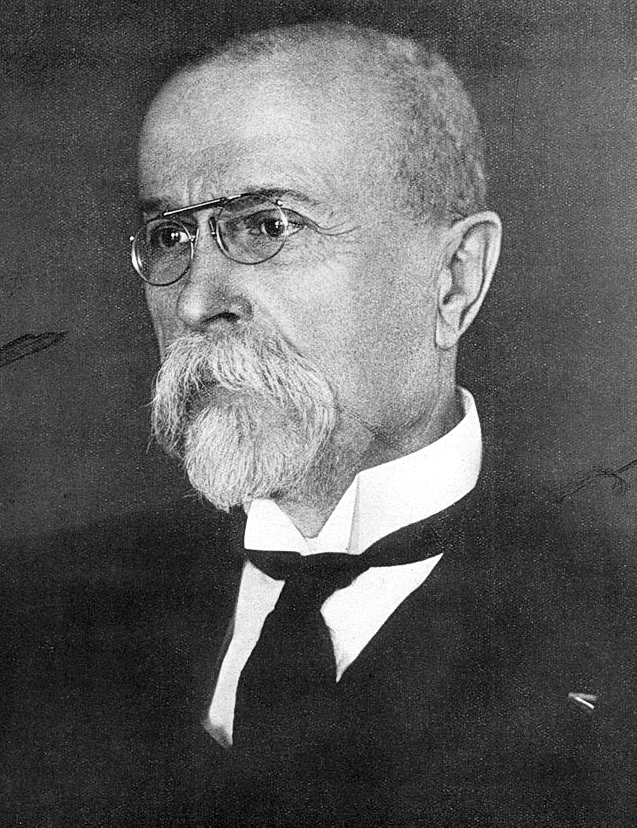
Томаш Ґарріґ Масарик обійняв другу сходинку і таким чином піднявся у рейтингу найвище серед етнічних чехів.

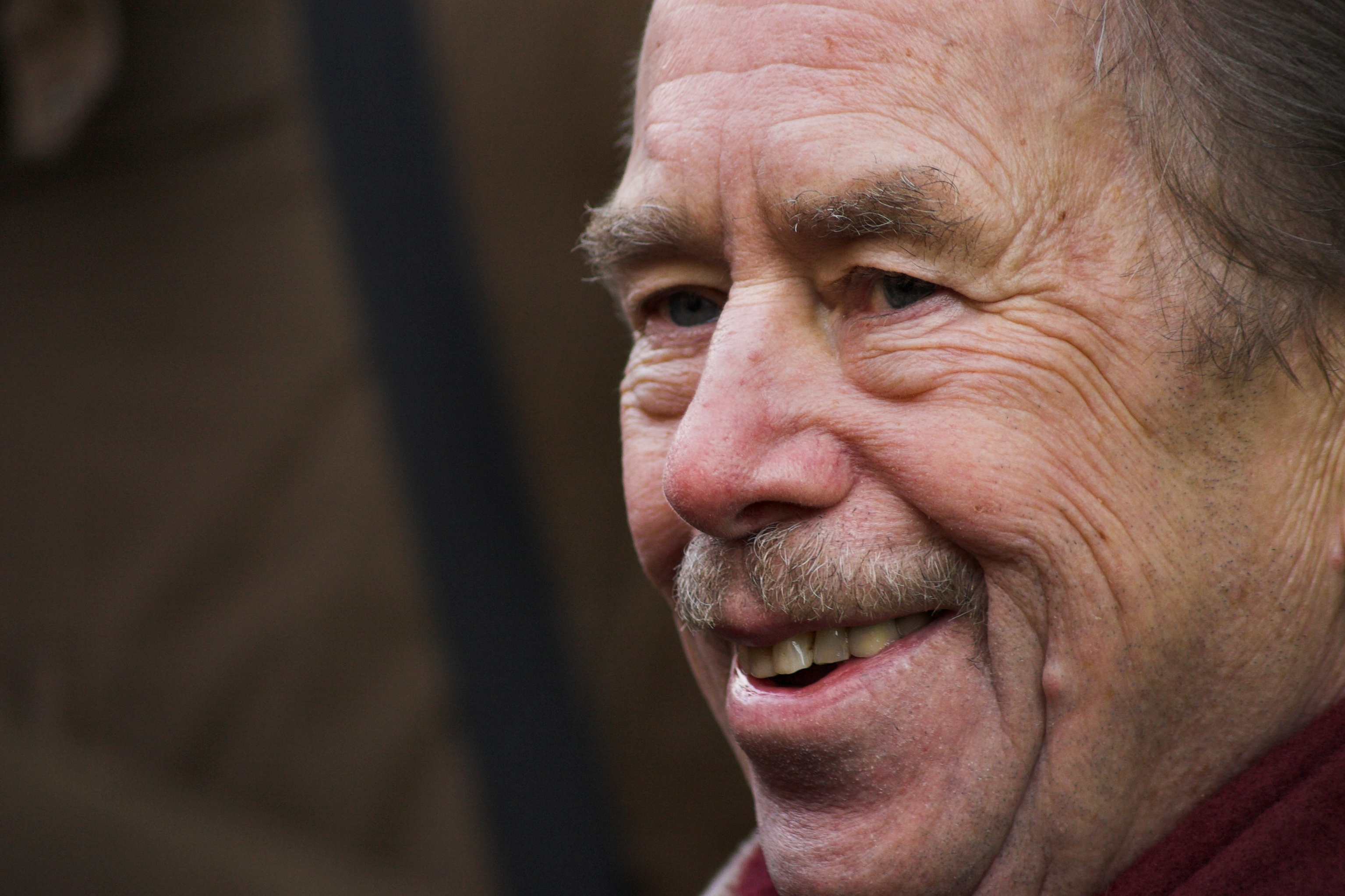
Вацлав Гавел обійняв другу сходинку і піднявся найвище серед живих претендентів на момент випуску програми.

«Найвидатніший чех» (чеськ. Největší Čech) — телевізійне шоу, організоване Чеським телебаченням у 2005 році за зразком програми виробництва Бі-Бі-Сі «100 найвидатніших британців». Метою шоу було визначити найвидатнішого чеха серед померлих або живих знаменитостей, який визначався як «кожен, хто народився, жив або працював в Чехії, Моравії або Сілезії, мав заслуги перед місцевим населенням і справив значний вплив на його життя». Переможцем став імператор Священної Римської імперії і король Чехії Карл IV, який зробив Прагу своєю столицею. До трійки лідерів також увійшли перший президент Чехословаччини Томаш Масарик і перший президент Чехії Вацлав Гавел.
У січні 2005 року був розпочатий інтернет-відбір 100 кандидатів з представлених 142. До сотні потрапив ведучий програми Марек Ебен, але був вилучений зі списку. 5 травня були оголошені 100 кандидатів, а 10 червня стали відомі результати голосування за десятьох фіналістів. Варто відзначити, що при виборі 100 номінантів значну кількість голосів отримав вигаданий геніальний учений Яра Цімрман, який пізніше був виключений зі списку для голосування.

## Список переможців
1. Карл IV — король (1346–1378) та імператор (1355–1378), засновник Карлового мосту і Карлового університету — 68 713 голосів.
2. Томаш Гарріг Масарик — перший президент Чехословаччини (1918–1935) — 55 040 голосів.
3. Вацлав Гавел — останній президент Чехословаччини (1989–1992) і перший президент Чехії (1993–2003) — 52 233 голосів.
4. Ян Амос Коменський — мислитель і педагог XVII століття — 23 583 голосів.
5. Ян Жижка — гуситський полководець, лідер чеського руху спротиву Римській імперії і Католицький церкві у XIV–XV століттях — 13 815 голосів.
6. Ян Веріх — актор, драматург і сценарист XX століття — 11 140 голосів.
7. Ян Гус — релігійний реформатор, XIV–XV століття — 10 487 голосів.
8. Антонін Дворжак — композитор XIX століття — 8 517 голосів.
9. Карел Чапек — письменник XX століття; у його творі R.U.R. популяризувалось слово «робот» (винайдене його братом Йозефом Чапеком) — 6 640 голосів.
10. Божена Немцова — письменниця XIX століття — 6 470 голосів.
11. Бедржих Сметана — композитор XIX століття.
12. Еміль Затопек — легкоатлет XX століття, олімпійський чемпіон.
13. Карел Готт — поп-співак XX століття.
14. Їржі з Подєбрад — король XV століття.
15. Франтішек Палацький — історик і політик XIX століття.
16. Пржемисл Отакар II — король XIII століття, відомий як «Залізний і золотий король».
17. Святий Вацлав — князь (922–935), святий заступник Богемії.
18. Вацлав Клаус — другий президент Чеської республіки (з 2003 року дотепер).
19. Ярослав Гейровський — хімік XX століття, лауреат Нобелівської премії.
20. Свята Агнеса Богемська — принцеса XIII століття, засновниця першої лікарні у Празі.
21. Томаш Батя — підприємець XIX–XX століття.
22. Едвард Бенеш — другий президент Чехословаччини (1935–1938, у вигнанні 1940–1945, 1945–1948).
23. Отто Віхтерле — хімік XX століття, винахідник контактних лінз.
24. Ярослав Сайферт — поет XX століття, лауреат Нобелівської премії.
25. Зденек Сверак — драматург, сценарист, актор XX століття; автор персонажа Яру Цімрмана.
26. Емма Дестінн — оперна співачка XIX–XX століття.
27. Яромір Ягр — хокеїст XX–XXI століття.
28. Марія Терезія — королева XVIII століття.
29. Карел Крил — співак-кантауторе XX століття, дисидент.
30. Мілош Форман — кінорежисер XX–XXI століття.
31. Власта Буріан — актор XX століття, «король коміків».
32. Роман Шебрле — десятиборець XX століття, олімпійський чемпіон.
33. Іван Глінка — хокеїст і тренер XX століття.
34. Карел Гавлічек-Боровський — журналіст і письменник XIX століття.
35. Даніель Ланда — співак XX–XXI століття.
36. Мілада Горакова — політик і громадська діячка, жертва нациського і комуністичного режимів (страчена у 1950 році).
37. Владимир Меншик — актор XX століття.
38. Ярослав Гашек — письменник XIX–XX століття, автор «Пригод бравого вояка Швейка».
39. Альфонс Муха — художник, представник стилю «ар-нуво».
40. Ян Евангеліста Пуркинє — біолог і фізик XIX століття.
41. Павел Недвед — футболіст, володар Золотого м'яча 2003 року.
42. Ян Янський — невролог і психіатр XIX–XX століття, відкрив чотири групи крові.
43. Франтішек Кржижик — винахідник, інженер і промисловець XIX–XX століття.
44. Ян Железний — метальник списа XX–XXI століття, олімпійський чемпіон.
45. Ян Палах — студент, який в знак протесту проти Радянської окупації 1968 року вчинив акт самоспалення.
46. Віра Чаславська — гімнастка XX століття, олімпійська чемпіонка.
47. Леош Яначек — композитор XIX–XX століття.
48. Алоїс Їрасек — поет і драматург XIX–XX століття.
49. Яромир Ногавіца — музикант XX–XXI століття.
50. Ян Масарик — міністр закордонних справ Чехословаччини (1940–1948).
51. Богуміл Грабал — письменник XX століття.
52. Ян Неруда — письменник XIX століття.
53. Йозеф Юнгман — лінгвіст і перекладач XIX століття.
54. Ґреґор Мендель — біолог і ботанік XIX століття, засновник сучасної генетики.
55. Франц Кафка — письменник XIX–XX століття.
56. Франтішек Томашек — архієпископ празький XX століття.
57. Адальберт Празький — святий X століття.
58. Йозеф Біцан — футболіст XX століття.
59. Йозеф Каєтан Тил — драматург XIX століття.
60. Люція Біла — поп-співачка XX–XXI століття.
61. Карел Гінек Маха — поет XIX століття.
62. Свята Людмила — княгиня IX–X століть, християнська мучениця, бабуся святого Вацлава.
63. Болеслав Полівка — актор XX–XXI століть.
64. Рудольф II — король XVI–XVII століть.
65. Йозеф Добровський — філолог XVIII–XIX століть, заклав основи славістики.
66. Йозеф Лада — художник XX століття.
67. Рудольф Грушинський — актор XX століття.
68. Вацлав II — король XIII–XIV століть.
69. Мадлен Олбрайт — політик XX століття, державний секретар США.
70. Анета Лангерова — поп-співачка XXI століття.
71. Пржемисл I Оттокар — король XII–XIII століть, завойовник.
72. Людвік Свобода — президент Чехословаччини комуністичного періоду.
73. Домінік Гашек — хокейний воротар XX–XXI століть.
74. Іоанн Люксембурзький — король Чехії XIV століття, батько Карла IV.
75. Мілан Барош — футболіст XXI століття.
76. Карел Яромир Ербен — поет XIX століття.
77. Свята Здислава — свята XIII століття.
78. Ярослав Фоглар — письменник XX століття.
79. Ладислав Смоляк — актор, режисер і сценарист.
80. Ольга Гавлова — дружина Вацлава Гавела.
81. Мартіна Навратілова — тенісистка XX–XXI століть.
82. Хелена Ружичкова — актриса XX століття.
83. Павел Тигрид — письменник XX століття.
84. Єлизавета Богемська — королева, мати Карла IV.
85. Мілан Кундера — письменник XX–XXI століть.
86. Владимир Ремек — космонавт, політик XX–XXI століть.
87. Болеслав I — король X століття.
88. Магдалена Добромила Реттигова — письменниця XIX–XX століть.
89. Міколаш Алеш — художник XIX–XX століть.
90. Еміль Голуб — лікар, мандрівник і письменник XIX століття.
91. Франтішек Файтл — пілот-винищувач у Другій світовій війні.
92. Клемент Готвальд — перший комуністичний президент Чехословаччини.
93. Зденек Матейчек — педіатр XX століття.
94. Їржі Восковец — актор XX століття.
95. Марта Кубишова — співачка і актриса XX–XXI століть.
96. Їржина Богдалова — актриса XX століття.
97. Милослав Шимек — актор і комік XX–XXI століть
98. Зигмунд Фрейд — психіатр XIX–XX століть, учитель Карла Густава Юнга.
99. Само — князь першої писемно засвідченої слов'янської держави Само, VII століття.
100. Мілош Земан — політик, прем'єр-міністр Чехії (1998–2002)[2].

## Антирейтинг
Паралельно Чеське телебачення проводило інтернет голосування за роль найбільшого злодія в чеській історії. У підсумку перша десятка має такий вигляд:
1. Клемент Готвальд — перший комуністичний президент Чехословаччини (1948–1953) — 26 % голосів
2. Станіслав Гросс — політик XX–XXI століття, прем'єр міністр Чеської республіки
3. Вацлав Клаус — політик XX–XXI століття, президент Чеської республіки
4. Владимир Железний — телемагнат XX–XXI століття, засновник TV Nova, звинувачений у фінансових махінаціях
5. Мирослав Калоусек — політик XX–XXI століття, лідер Християнської демократичної партії
6. Мирослав Гребеничек — лідер Комуністичної партії Моравії і Богемії
7. Віктор Кожений — фінансист XX–XXI століття
8. Мілош Якеш — політик XX століття, генеральний секретар Чехословацької комуністичної партії перей і протягом Оксамитової революції
9. Зденек Шкромах — колишній міністр праці і соціальної політики
10. Густав Гусак — політик XX століття, останній президент комуністичної Чехословаччини